# Thammakai Jaidee

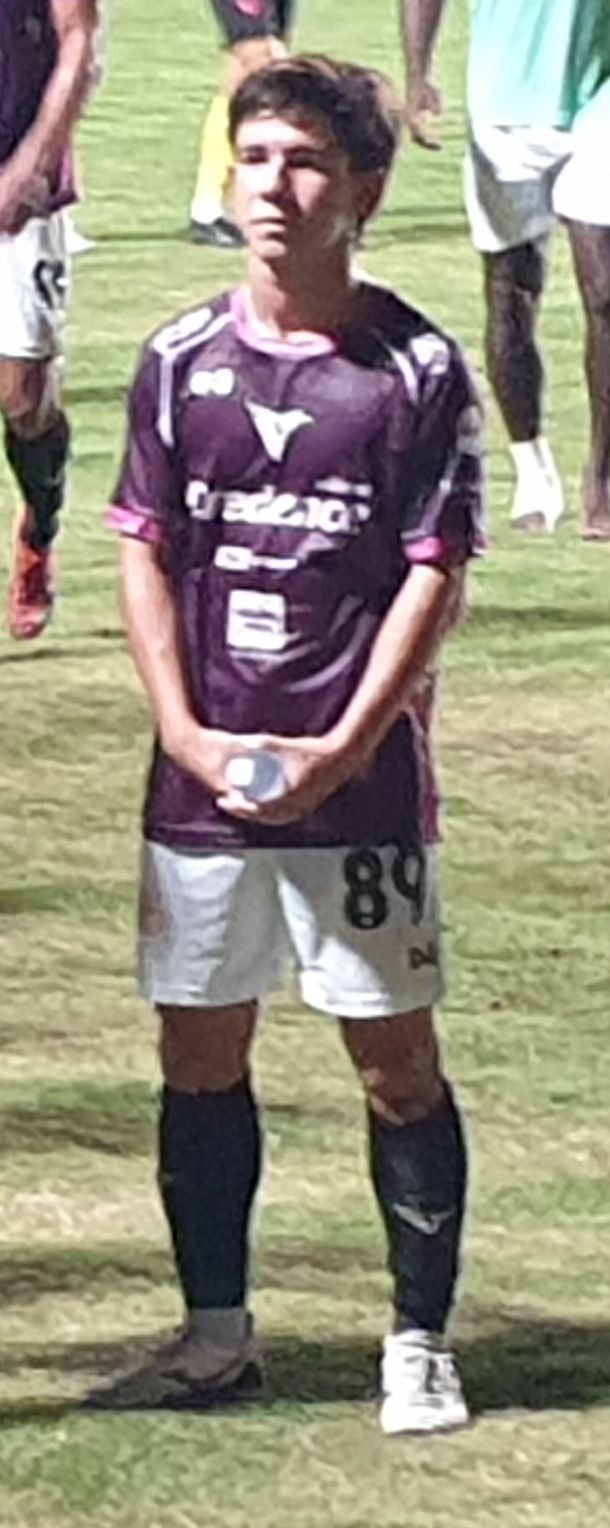

Thammakai Jaidee (thailändisch ธรรมกาย ใจดี; * 15. November 2004), auch als Haley bekannt, ist ein thailändischer Fußballspieler.

## Karriere
Thammakai Jaidee stand in der Saison 2024/25 beim Drittligisten Suranaree Black Cat FC unter Vertrag. Mit dem Verein aus Nakhon Ratchasima spielte er zehnmal in der North/Eastern Region der Liga. Hierbei erzielte er sechs Treffer. Nach einer Spielzeit wechselte er im Sommer 2025 zum Zweitligisten Chainat Hornbill FC. Sein Zweitligadebüt für den Verein aus Chainat gab Jaidee am 16. August 2025 (1. Spieltag) im Auswärtsspiel gegen den Pattaya United FC Bei dem 2:2-Unentschieden wurde er in der 58. Minute für Piyarot Kwangkaew eingewechselt.